# Winklerův jasan
Winklerův jasan je památný strom jasan ztepilý (Fraxinus excelsior), který roste u chaty „U Jasanu“ vpravo od silnice z Lípy - části obce Merklín do Mariánské v okrese Karlovy Vary v Karlovarském kraji. Jako rodový strom jej vysadil okolo roku 1915 u svého domu č. 13 pan Winkler, což dosvědčuje historická fotografie. Po odsunu rodiny Winklerů po druhé světové válce byl rodinný dům zbourán a na jeho místě byla postavena nová chata.
Koruna stromu s paprsky dlouhých větví sahá do výšky 22 m, obvod kmene měří 364 cm (měření 2013). Jasan je chráněn od roku 2013 jako esteticky zajímavý a historicky důležitý strom.

## Stromy v okolí
- Merklínský javor
- Mariánská lípa
- Lípy u kapličky
- Buk na Starém Jelení